# Battaglia di Mimigawa
La battaglia di Mimigawa fu una battaglia svoltasi in Giappone e combattuta tra i clan Ōtomo e Shimazu nel 1578 a sud di Kyūshū.

## Sinossi della battaglia
Le forze Ōtomo erano guidate da Tawara Chikataka (fratello adottivo di Ōtomo Sōrin), mentre quelle Shimazu erano guidate da Shimazu Yoshihisa. Da tempo gli Shimazu avanzavano a nord dalla loro provincia di Satsuma, quando Ōtomo Sōrin, (daimyō al tempo ritiratosi) e il suo erede Ōtomo Yoshimune decisero di spostarsi a sud per affrontarli il mese di maggio. Nel tentativo di riprendersi la provincia di Hyuga, strappatagli dagli Shimazu, l'esercito Ōtomo, essendo esso guidato da un daimyō cristiano, distrusse vari edifici religiosi buddhisti e shintoisti lungo la strada (cosa che tra legate l'altro valse lui e tutto il clan Ōtomo l'ira di moltissimi contadini), e il 20 ottobre assediarono il castello di Takajo, con i suoi 500 uomini guidati da Yamada Arinobu, mentre nel frattempo Tawara Chikataka attaccò invece il castello di Taka. Gli Ōtomo prepararono i loro cannoni portoghesi, chiamati kunikuzuri (distruttori di province), nella piana di Kiribaragawa. Il castello fu rinforzato da altri 1000 uomini, guidati da Shimazu Iehisa, fratello minore di Yoshihisa, il quale nel frattempo marciò senza indugi a nord,verso Sadowara, dove fu trattenuto brevemente dal maltempo. Iehisa tese con successo un'imboscata a una parte delle forze Ōtomo, e inseguì i superstiti nei loro quartieri generali a Matsuyama, la cui fortezza fu distrutta con l'aiuto di Yoshihiro.
La notte prima della battaglia Yoshihisa ebbe un sogno (trasformato poi in un poema), che fu considerato dagli Shimazu di buoni auspici:
è come le foglie d'acero d'autunno,

che galleggiano sull'acqua

del torrente Takuta»
Gli Shimazu adottarono nuovamente la loro tattica ad esca (usata nel complesso otto volte tra il 1527 e il 1600). Al centro dell'esercito Shimazu si piazzò Yoshihiro, che avrebbe funto da esca, mentre ai fianchi si posizionarono Shimazu Tadahira e Shimazu Tadamune, con i samurai di Yoshihisa come riserva. L'esercito Ōtomo, guidato da Tagita Shigekane e Saeki Korenori, si spinse in profondità al centro del campo di battaglia dalla falsa ritirata degli Shimazu, attraverso il fiume Takajogawa, dove scattò la trappola. Shimazu Iehisa e Yamada Arinobu uscirono dal castello di Takajo e attaccarono alle spalle l'esercito Ōtomo. Tawara Chikataka riuscì a fuggire, mentre Tagita Saeki e Tsukonuma persero la vita in battaglia. I corpi dei soldati componenti l'esercito Ōtomo ricoprirono ben 25 chilometri fino al fiume Imagawa, i quali furono decimati durante la ritirata dall'esercito Shimazu. Questa sconfitta inflisse anche un duro colpo nei rapporti tra il clan Ôtomo e i suoi vassalli, e la casata principale dovette quindi iniziare ad affrontare dissidi interni. Lo stesso Sôrin, saputo della disfatta, fu costretto a ritirarsi dal Kyūshū del nord. La situazione per gli Ōtomo migliorò solo con l'intervento di Toyotomi Hideyoshi che invase l'isola nel 1586.
Fabian Fucan usò la battaglia per avvertire altri daimyō di non abbandonare la religione buddhista.